# 清元榮三
清元 榮三（きよもと えいぞう、1936年2月23日 - 2016年12月31日）は、清元節三味線方。東京都江東区深川出身。本名、小柳泰一。父は清元若壽太夫、弟は清元美壽太夫。重要無形文化財保持者（人間国宝）。生前は清元協会の理事・副会長などを歴任。

## 経歴
- 1936年2月23日 - 東京都江東区深川に、当時鉄工所を経営していた小柳一郎（後の清元若壽太夫）と、清元の師匠業を営んでいた清元延若福の長男として生れる。
- 1947年 - 後に師事する清元榮壽郎（当時は三世清元榮次郎）が出演していた『天衣紛上野初花』（浄瑠璃「忍逢春雪解」通称三千歳）を見物し、その三味線の音色に圧倒され榮寿郎の許へ入門を決意するも、義務教育が終わるまでの入門が許されず、中学校在学中に三味線演奏の素地を作るために二世清元國太郎（後の二世清元一壽郎）に入門する。
- 1951年 - 憧れだった榮壽郎の許へ入門する。7年間、内弟子として修業。榮壽郎に教わったのは「北州千歳壽（北州）」の一曲だけだった。
- 1952年2月23日 - 16歳の誕生日に六世清元延壽太夫より清元榮三の名を許される。
- 1953年 - 歌舞伎座で、尾上菊五郎劇団上演の「木蓮物語」で初舞台。
- 1963年 - 師匠榮壽郎が仕事先の京都で急逝。名古屋西川流二世西川鯉三郎が、名古屋を地盤にした榮壽郎の後継に榮三を指名し、「名古屋をどり」の地方は榮三が晩年まで、弟の美壽太夫と中心になり務めた。名古屋の芸者衆の「名妓連」の師匠にも榮壽郎の後継に榮三を指名した。榮壽郎が作曲した作品は名古屋西川流の初演が多い事も関係している。
- 1966年 - 宮薗節を四世宮薗千之に師事。
- 1972年10月 - 歌舞伎座に於ける、「貸浴衣汗雷（夕立）」で、初めてのタテ三味線を清元志壽太夫の浄瑠璃で勤める。
- 1986年 - 古典7段と師匠榮壽郎の作品2段を集めたLPレコード3枚組の『花吟集』を美壽太夫とテイチクレコードから発売。
- 1989年 - 清元協会理事に就任
- 1993年 - 文化庁芸術祭賞を受賞。
- 2001年 - 清元の古典曲と榮壽郎の遺作を上演する「清元榮三の会」を開催。以後毎年自身の誕生日に開催。（※但し2016年は4月9日に開催）
- 2003年 - 清元清壽太夫と同時に重要無形文化財保持者（人間国宝）に認定される。
- 同年 - 清元協会副会長に就任。
- 同年6月 - 重要無形文化財保持者（人間国宝）認定を記念して、NHKの「芸能花舞台」に清壽太夫と出演。清壽太夫と榮三の一挺一枚で「色増栬夕映（雁金）」を演奏した。
- 2006年 - 旭日小綬章を受章。
- 2016年12月31日 - 膵臓癌のため、東京都内の病院で死去。享年80[2]。親族だけの告別式を終えた後、年明けの2017年1月10日にマスコミに公表された。2年前より入退院を繰り返し、2016年4月の舞台が最後となった。墓所は江東区の唱行院（浄心寺とは道路を挟んで反対側の同寺墓地）にある。

## 受章等
- 1993年 - 文化庁芸術祭賞
- 2003年 - 清元清壽太夫と同時に重要無形文化財保持者（人間国宝）認定
- 2006年 - 旭日小綬章[3][4]
- 2016年 - 従五位（没後）[5]

## 演奏活動
名古屋をどりで、大和楽、宮薗節を演奏する時は本名で行う。

## 参考資料
- 「週刊人間国宝・芸能音楽3」 朝日新聞社、2007年
- 名古屋をどりプログラム